# Linnaeus Väsen
Linnaeus Väsen är ett musikalbum av Väsen, utgivet 2007 av NorthSide. Skivan släpptes i samband med Linné-året då det var 300-årsjubileum för Carl von Linné. 

## Låtlista
Alla låtar är traditionella och arrangerade av Väsen om inget annat anges.
1. "Carl Linnæus polones" – 3:40
2. "Skumpolska" – 4:57
3. "Linnaeus långdans/Kör i lunken" (Mikael Marin/Trad.) – 4:31
4. "Grevelius pollonaise" – 5:37
5. "Erik Bohlins brudpolska" – 2:49
6. "Luringens polska" – 1:42
7. "La Marche/Carl XII:s marsch vid Narva" – 5:33
8. "Tiliandermenuetter" – 5:01
9. "Polonaise C-moll" – 3:45
10. "Söderbloms polska" – 3:51
11. "Klippings handskar" – 5:51

Total tid: 44:37

## Väsen
- André Ferrari — slagverk
- Roger Tallroth — 12-strängad gitarr, tenorgitarr, 6-strängad gitarr
- Mikael Marin — violino grande, 5-strängad viola
- Olov Johansson — 3-radig kromatisk nyckelharpa, kontrabasharpa